# Vágrákó
Vágrákó (1899-ig Rakolub, szlovákul Rakoľuby) Kocsóc településrésze, korábban önálló község Szlovákiában, a Trencséni kerületben, a Vágújhelyi járásban.

## Fekvése
Vágújhelytől 4 km-re keletre fekszik. Kocsóc legészakibb településrésze az 507-es és 515-ös utak kereszteződésében.

## Története
A települést 1262-ben „Rakolub” alakban említik először. Később 1340-ben „Rakalap”, 1345-ben „Rakolup”, 1501-ben „Rakolwpy” néven találjuk. 1598-ban 8 háza állt. A trencséni csata előtt, 1708. augusztus 1-jén a falu határában táborozott a II. Rákóczi Ferenc vezette kuruc fősereg. 1773-ban „Rakolubany” néven írják. A Rakolubszky és Kálniczky családok, később a Dubniczky, Mednyánszky, Marczibányi és Bánóczi családok birtoka volt. 1784-ben 16 ház és 41 család, 194 lakos található a településen.
A 18. század végén Vályi András így ír róla: „RAKOLUB. Tót falu Trentsén Vármegyében, földes Urai több Uraságok, lakosai katolikusok, ’s az Uraságoknak épűletei jelesítik, fekszik Beczkóhoz nem meszsze, mellynek filiája, földgye termékeny, legelője elég van, más vagyonnyai is külömbfélék, első osztálybéli.”
1808-ban „Rakoluby” formában szerepel a forrásokban. A 19. században szeszfőzde működött a községben. 1828-ban 22 ház állt itt és 224 lakos lakta. 1840-es községi pecsétjében rák található.
Fényes Elek 1851-ben kiadott geográfiai szótárában így ír a faluról: „Rakalub, tót falu, Trencsén vgyében, Beczkó mellett 1/2 órányira, egy kastélylyal, 741 kath., 4 evang., 7 zsidó lak. F. u. többen. Ut. post. Trencsén.”
1910-ben 129, túlnyomórészt szlovák anyanyelvű lakosa volt. A trianoni békéig Trencsén vármegye Trencséni járásához tartozott.
1960-ban csatolták Kocsóchoz, ekkor 316 lakosa volt.

## Nevezetességei

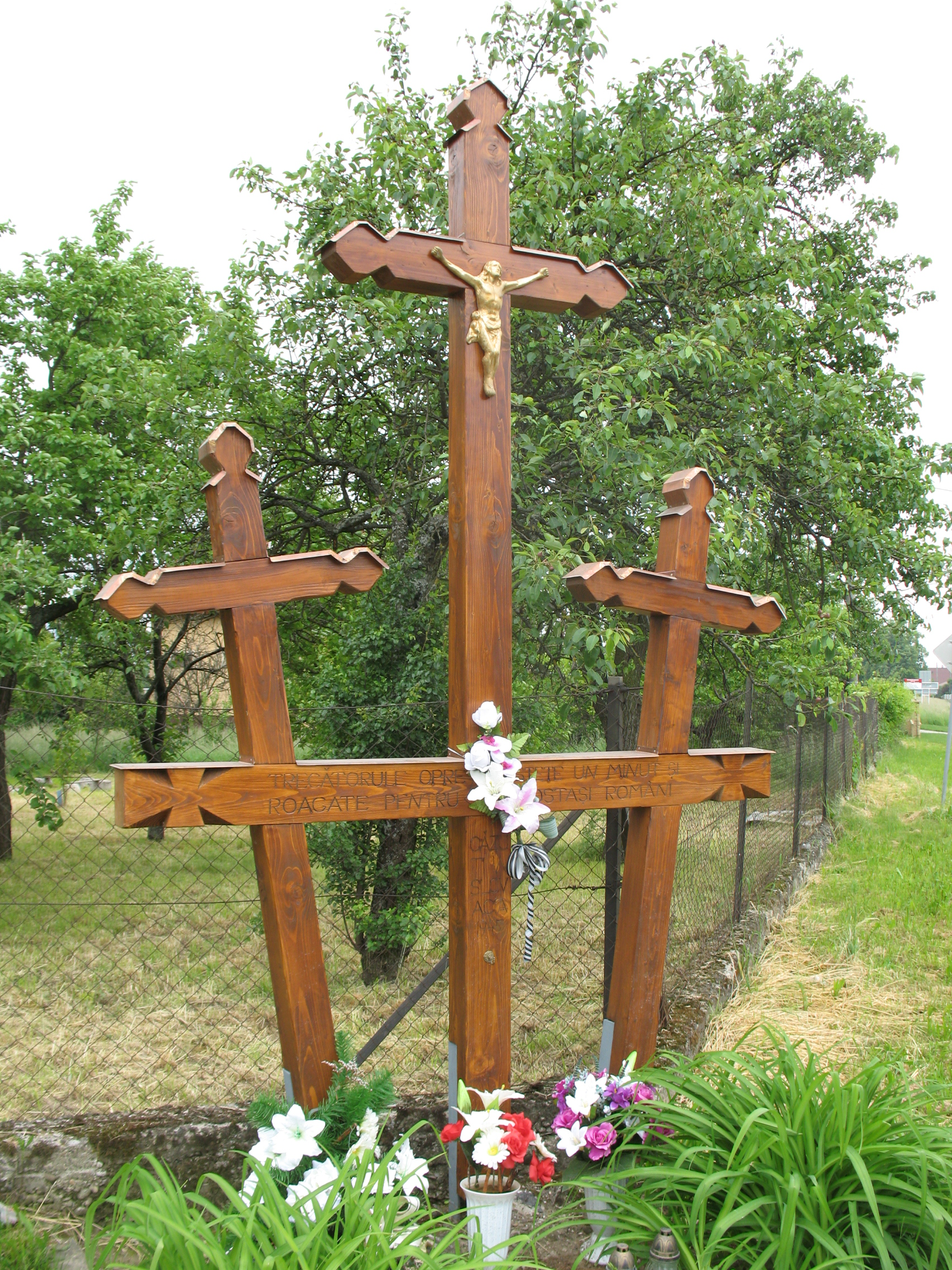
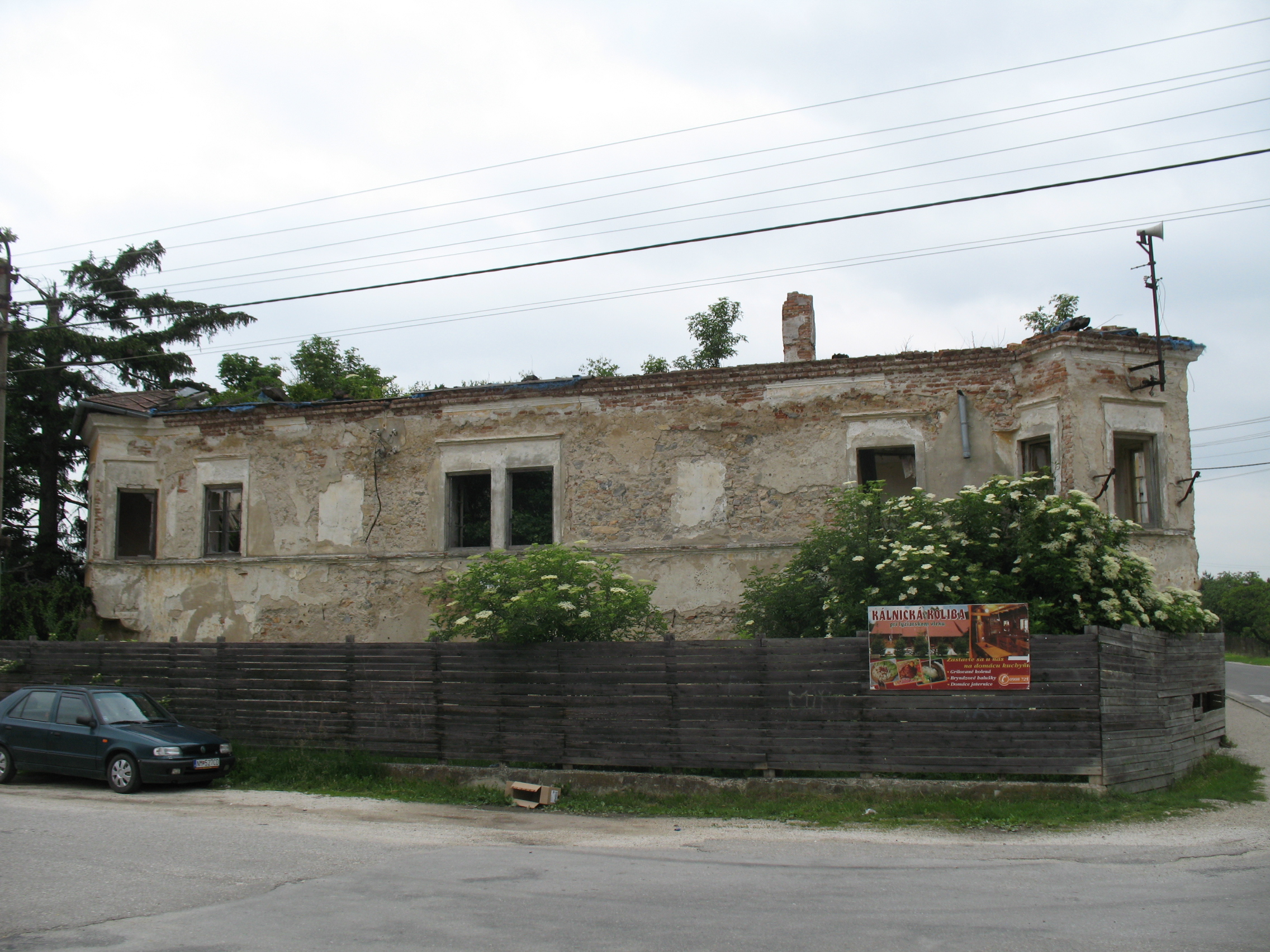
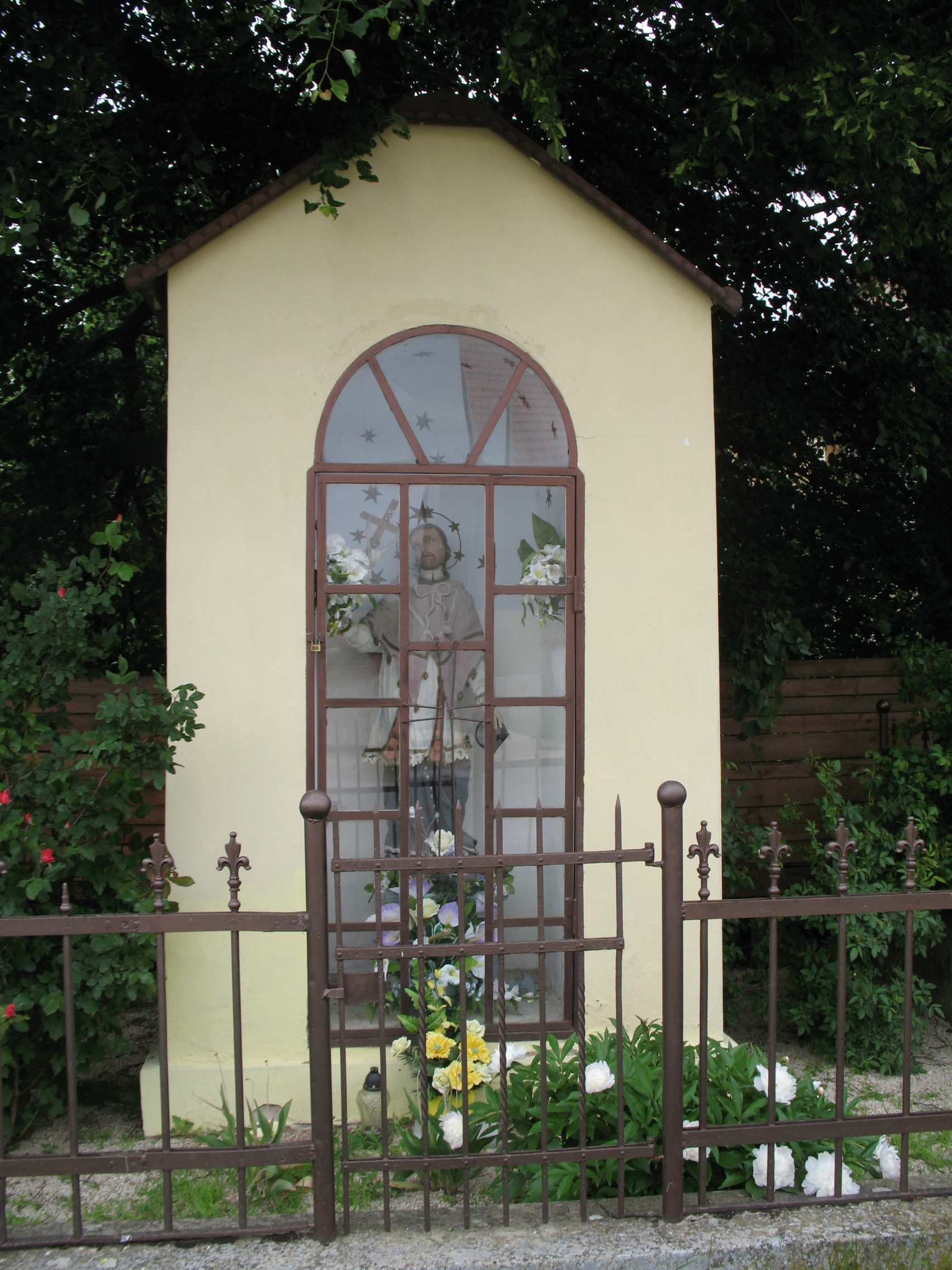

- A kastély 1650 és 1655 között épült késő reneszánsz stílusban, 1728-ban átépítették. A 19. század első felében és 1959-ben felújították. 1950 óta lakatlan, 2006-ban tetőzete és padlástere kiégett.
- Nepomuki Szent János rokokó stílusú szobra 1752-ből.
- A román katonák emlékkeresztjei.

## Külső hivatkozások
- Vágrákó Szlovákia térképén

## Lásd még
- Kocsóc
- Beckókisfalu